# 13 декември
13 декември е 347-ият ден в годината според григорианския календар (348-и през високосна година). Остават 18 дни до края на годината.

## Събития
- 1294 г. – Папа Целестин V абдикира от папството, което е първият случай на абдикация на папа в историята на католицизма.
- 1519 г. – Експедицията на Фернандо Магелан акостира на южноамериканския бряг – днешна Бразилия.
- 1545 г. – Започва Трентският събор, свикан от папа Павел III в отговор на разрастването на протестантството.
- 1577 г. – Англичанинът Франсис Дрейк отплава от Плимут с ескадра към испанските колонии в Америка, но продължава пътешествието като околосветско.
- 1642 г. – Нидерландският мореплавател Абел Тасман открива Нова Зеландия.
- 1742 г. – Императрица Елисавета издава заповед за изгонване на всички евреи от пределите на Русия и Украйна.
- 1754 г. – Осман III става султан на Османската империя.
- 1879 г. – Основано е първото българско земеделско училище Образцов чифлик край Русе.
- 1880 г. – Със закон се поставя началото на преброяванията на населението в Княжество България.
- 1918 г. – Удроу Уилсън започва първата официална визита на американски президент в Европа.
- 1937 г. – Японската армия превзема китайския град Нанкин, проявявайки варварска жестокост към местното население.
- 1939 г. – Втората световна война: Състои се първата морска битка през Втората световна война при устието на река Ла Плата – между британски и германски военни кораби.
- 1941 г. – Втората световна война: България обявява война на Великобритания и САЩ.

- 1959 г. – Избран е първият президент на Кипър – Спирос Киприану.
- 1966 г. – Американската авиация за първи път бомбардира столицата на Северен Виетнам – Ханой.
- 1974 г. – Малта става република.
- 1976 г. – Открита е най-дългата авиодестинация без междинно кацане – между Сидни и Сан Франциско.
- 1981 г. – Генерал Войчех Ярузелски въвежда военно положение в Полша, делегализиран е профсъюзът Солидарност.
- 1996 г. – Кофи Анан е избран за генерален секретар на ООН.
- 2001 г. – Въоръжена група ислямисти атакува сградата на парламента на Индия.
- 2002 г. – Разширяване на ЕС: Европейският съюз обявява, че Кипър, Чехия, Естония, Унгария, Латвия, Литва, Малта, Полша, Словакия и Словения ще станат пълноправни членки на съюза на 1 май 2004.
- 2003 г. – Бившият иракски президент Саддам Хюсейн е заловен близо до родния му град Тикрит.

## Родени
- 1521 г. – Сикст V, римски папа († 1590 г.)
- 1533 г. – Ерик XIV, крал на Швеция († 1577 г.)
- 1553 г. – Анри IV, крал на Франция († 1610 г.)
- 1720 г. – Карло Гоци, италиански драматург († 1804 г.)
- 1724 г. – Франц Епинус, германски физик († 1802 г.)
- 1730 г. – Уилям Хамилтън, британски дипломат и археолог († 1803 г.)
- 1797 г. – Хайнрих Хайне, германски поет († 1856 г.)
- 1816 г. – Вернер фон Сименс, германски инженер († 1892 г.)
- 1867 г. – Кристиан Биркеланд, норвежки физик († 1917 г.)
- 1873 г. – Валерий Брюсов, руски поет († 1924 г.)
- 1878 г. – Адриана Будевска, българска актриса († 1955 г.)
- 1887 г. – Дьорд Пойа, американски математик († 1985 г.)
- 1900 г. – Янко Янев, български философ († 1945 г.)
- 1906 г. – Лауренс ван дер Пост, южноафриканско-британски писател († 1996 г.)
- 1911 г. – Тригве Хаавелмо, норвежки икономист, Нобелов лауреат през 1989 г. († 1999 г.)
- 1923 г. – Филип Уорън Андерсън, американски физик, Нобелов лауреат през 1977 г. († 2020 г.)
- 1929 г. – Кристофър Плъмър, канадски актьор († 2021 г.)
- 1932 г. – Тацуя Накадаи, японски актьор
- 1937 г. – Димитър Димов, български футболист
- 1937 г. – Роберт Гернхарт, германски писател и художник († 2006 г.)
- 1937 г. – Паул Маар, германски писател
- 1948 г. – Тед Нюджънт, американски рок музикант
- 1949 г. – Тарък Акан, турски актьор († 2016 г.)
- 1950 г. – Даръл Ларсън, американски актьор
- 1951 г. – Стефан Джамбазов, български актьор и режисьор († 2021 г.)
- 1953 г. – Николай Ламбрев, български режисьор
- 1954 г. – Росица Ганева, българска естрадна певица
- 1957 г. – Стив Бушеми, американски актьор
- 1957 г. – Емма Тахмизян, българска пианистка
- 1967 г. – Андрей Ковачев, български политик от ГЕРБ
- 1967 г. – Джейми Фокс, американски актьор
- 1968 г. – Славчо Илиев, български футболист
- 1980 г. – Илия Кушев, български тенисист
- 1981 г. – Ейми Лий, американска певица (Evanescence)
- 1982 г. – Рики Ноласко, американски бейзболист
- 1989 г. – Тейлър Суифт, американска певица

## Починали
- 1048 г. – Ал-Бируни, персийски математик (* 973 г.)
- 1466 г. – Донатело, италиански скулптор (* ок. 1386)
- 1521 г. – Мануел I, крал на Португалия (* 1469 г.)
- 1557 г. – Николо Тарталия, италиански математик (* 1499 г.)
- 1603 г. – Франсоа Виет, френски математик (* 1540 г.)
- 1729 г. – Антъни Колинс, британски философ (* 1676 г.)
- 1754 г. – Махмуд I, султан на Османската империя (* 1696 г.)
- 1849 г. – Йохан Центуриус фон Хофмансег, германски биолог (* 1766 г.)
- 1911 г. – Томас Глоувър, шотландски търговец (* 1838 г.)
- 1924 г. – Михаил Сарафов, български политик (* 1854 г.)
- 1927 г. – Елън Мария Стоун, британска протестантска мисионерка (* 1846 г.)
- 1930 г. – Фриц Прегъл, австрийски химик, Нобелов лауреат през 1923 г. (* 1869 г.)
- 1935 г. – Виктор Гриняр, френски химик, Нобелов лауреат през 1912 г. (* 1871 г.)
- 1944 г. – Василий Кандински, френски художник (* 1866 г.)
- 1947 г. – Николай Рьорих, руски художник (* 1874 г.)
- 1950 г. – Абрахам Валд, американски математик (* 1902 г.)
- 1955 г. – Егаш Мониш, португалски психиатър, Нобелов лауреат през 1949 г. (* 1874 г.)
- 1956 г. – Иван Кюлев, български учител (* 1872 г.)
- 1971 г. – Иван Башев, български политик (* 1916 г.)
- 1972 г. – Вера Игнатиева, българска актриса (* 1875 г.)
- 1988 г. – Робърт Ъркърт, британски генерал (* 1901 г.)
- 2001 г. – Чък Шулдинър, американски музикант (* 1967 г.)
- 2005 г. – Стенли Уилямс, американски бандит (* 1953 г.)
- 2011 г. – Георги Маринов, български писател (* 1937 г.)

## Празници
- Малта – Ден на републиката (1974 г.)
- Сейнт Лусия – Ден на патрона на острова света Луция
- Швеция, Финландия, Норвегия, Дания, Сицилия (Италия) – Ден на света Луция